# جی گردینا
جی گردینا (انگلیسی: Jay Grdina؛ زاده ۱۱ اکتبر ۱۹۶۷) یک بازیگر پورنوگرافی اهل ایالات متحده آمریکا است.